# Argentijns voetbalelftal (vrouwen)
Het Argentijns vrouwenvoetbalelftal is een voetbalteam dat uitkomt voor Argentinië bij internationale wedstrijden, zoals het Zuid-Amerikaans kampioenschap.

## Prestaties op eindronden

### Wereldkampioenschap
| Jaar   | Resultaat           | Wed                 | W                   | G                   | V                   | DV                  | DT                  |
| ------ | ------------------- | ------------------- | ------------------- | ------------------- | ------------------- | ------------------- | ------------------- |
| 1991   | Niet gekwalificeerd | Niet gekwalificeerd | Niet gekwalificeerd | Niet gekwalificeerd | Niet gekwalificeerd | Niet gekwalificeerd | Niet gekwalificeerd |
| 1995   | Niet gekwalificeerd | Niet gekwalificeerd | Niet gekwalificeerd | Niet gekwalificeerd | Niet gekwalificeerd | Niet gekwalificeerd | Niet gekwalificeerd |
| 1999   | Niet gekwalificeerd | Niet gekwalificeerd | Niet gekwalificeerd | Niet gekwalificeerd | Niet gekwalificeerd | Niet gekwalificeerd | Niet gekwalificeerd |
| 2003   | Groepsfase          | 3                   | 0                   | 0                   | 3                   | 1                   | 15                  |
| 2007   | Groepsfase          | 3                   | 0                   | 0                   | 3                   | 1                   | 18                  |
| 2011   | Niet gekwalificeerd | Niet gekwalificeerd | Niet gekwalificeerd | Niet gekwalificeerd | Niet gekwalificeerd | Niet gekwalificeerd | Niet gekwalificeerd |
| 2015   | Niet gekwalificeerd | Niet gekwalificeerd | Niet gekwalificeerd | Niet gekwalificeerd | Niet gekwalificeerd | Niet gekwalificeerd | Niet gekwalificeerd |
| 2019   | Groepsfase          | 3                   | 0                   | 2                   | 1                   | 3                   | 4                   |
| / 2023 | Groepsfase          | 3                   | 0                   | 1                   | 2                   | 2                   | 5                   |
| Totaal | 4/9                 | 12                  | 0                   | 3                   | 9                   | 7                   | 42                  |

### Olympische Spelen
| Jaar   | Resultaat           | Wed                 | W                   | G                   | V                   | DV                  | DT                  |
| ------ | ------------------- | ------------------- | ------------------- | ------------------- | ------------------- | ------------------- | ------------------- |
| 1996   | Niet gekwalificeerd | Niet gekwalificeerd | Niet gekwalificeerd | Niet gekwalificeerd | Niet gekwalificeerd | Niet gekwalificeerd | Niet gekwalificeerd |
| 2000   | Niet gekwalificeerd | Niet gekwalificeerd | Niet gekwalificeerd | Niet gekwalificeerd | Niet gekwalificeerd | Niet gekwalificeerd | Niet gekwalificeerd |
| 2004   | Niet gekwalificeerd | Niet gekwalificeerd | Niet gekwalificeerd | Niet gekwalificeerd | Niet gekwalificeerd | Niet gekwalificeerd | Niet gekwalificeerd |
| 2008   | Eerste ronde        | 3                   | 0                   | 0                   | 3                   | 1                   | 5                   |
| 2012   | Niet gekwalificeerd | Niet gekwalificeerd | Niet gekwalificeerd | Niet gekwalificeerd | Niet gekwalificeerd | Niet gekwalificeerd | Niet gekwalificeerd |
| 2016   | Niet gekwalificeerd | Niet gekwalificeerd | Niet gekwalificeerd | Niet gekwalificeerd | Niet gekwalificeerd | Niet gekwalificeerd | Niet gekwalificeerd |
| Totaal | 1/6                 | 3                   | 0                   | 0                   | 3                   | 1                   | 5                   |

### Zuid-Amerikaans kampioenschap
| Jaar   | Resultaat                         | Wed                               | W                                 | G                                 | V                                 | DV                                | DT                                |
| ------ | --------------------------------- | --------------------------------- | --------------------------------- | --------------------------------- | --------------------------------- | --------------------------------- | --------------------------------- |
| 1991   | Niet deelgenomen aan kwalificatie | Niet deelgenomen aan kwalificatie | Niet deelgenomen aan kwalificatie | Niet deelgenomen aan kwalificatie | Niet deelgenomen aan kwalificatie | Niet deelgenomen aan kwalificatie | Niet deelgenomen aan kwalificatie |
| 1995   | Runner-up                         | 5                                 | 3                                 | 0                                 | 2                                 | 18                                | 11                                |
| 1998   | Runner-up                         | 6                                 | 4                                 | 1                                 | 1                                 | 18                                | 9                                 |
| 2003   | Runner-up                         | 5                                 | 3                                 | 1                                 | 1                                 | 17                                | 6                                 |
| 2006   | Kampioen                          | 7                                 | 6                                 | 1                                 | 0                                 | 21                                | 1                                 |
| 2010   | Vierde plaats                     | 7                                 | 3                                 | 1                                 | 3                                 | 7                                 | 7                                 |
| 2014   | Vierde plaats                     | 7                                 | 3                                 | 1                                 | 3                                 | 11                                | 10                                |
| Totaal | 6/7                               | 37                                | 22                                | 5                                 | 10                                | 92                                | 44                                |

### Pan-Amerikaanse Spelen
| Jaar   | Resultaat    | Wed | W | G | V | DV | DT |
| ------ | ------------ | --- | - | - | - | -- | -- |
| 2015   | Eerste ronde | 3   | 0 | 1 | 2 | 3  | 7  |
| Totaal | 1/5          | 3   | 0 | 1 | 2 | 3  | 7  |

## FIFA-wereldranglijst
Betreft klassering aan het einde van het jaar
| 2003 | 2004 | 2005 | 2006 | 2007 | 2008 | 2009 | 2010 | 2011 | 2012 | 2013 | 2014 | 2015 | 2016 | 2017 |
| ---- | ---- | ---- | ---- | ---- | ---- | ---- | ---- | ---- | ---- | ---- | ---- | ---- | ---- | ---- |
| 38   | 37   | 36   | 31   | 29   | 28   | 27   | 28   | 35   | 36   | 118  | 36   | 35   | 128  | 36   |

## Statistieken
- Bijgewerkt op 10 december 2017.

### Tegenstanders
| Tegenstander       | Wed. | W | G | V | DV | DT | DS  |
| ------------------ | ---- | - | - | - | -- | -- | --- |
| Australië          | 1    | 0 | 0 | 1 | 0  | 7  | –7  |
| Bolivia            | 4    | 4 | 0 | 0 | 22 | 0  | +22 |
| Brazilië           | 10   | 2 | 0 | 7 | 8  | 28 | –20 |
| Canada             | 5    | 0 | 1 | 4 | 2  | 12 | –10 |
| Chili              | 9    | 3 | 3 | 3 | 13 | 8  | +5  |
| China              | 5    | 1 | 1 | 3 | 1  | 9  | –8  |
| Colombia           | 6    | 2 | 2 | 2 | 9  | 5  | +4  |
| Costa Rica         | 3    | 1 | 1 | 1 | 8  | 7  | +1  |
| Denemarken         | 1    | 0 | 0 | 1 | 0  | 1  | –1  |
| Duitsland          | 2    | 0 | 0 | 2 | 1  | 17 | –16 |
| Ecuador            | 4    | 2 | 0 | 2 | 5  | 4  | +1  |
| Engeland           | 1    | 0 | 0 | 1 | 1  | 6  | –5  |
| Japan              | 4    | 0 | 0 | 4 | 0  | 12 | –12 |
| Mexico             | 5    | 2 | 0 | 3 | 8  | 11 | –3  |
| Nieuw-Zeeland      | 1    | 0 | 0 | 1 | 0  | 1  | –1  |
| Panama             | 1    | 1 | 0 | 0 | 2  | 0  | +2  |
| Paraguay           | 5    | 4 | 1 | 0 | 12 | 2  | +10 |
| Peru               | 3    | 1 | 1 | 0 | 3  | 1  | +2  |
| Trinidad en Tobago | 2    | 1 | 1 | 0 | 4  | 2  | +2  |
| Uruguay            | 6    | 6 | 0 | 0 | 24 | 2  | +22 |
| Verenigde Staten   | 1    | 0 | 0 | 1 | 0  | 7  | –7  |
| Zuid-Korea         | 2    | 0 | 0 | 2 | 1  | 4  | –3  |
| Zweden             | 1    | 0 | 0 | 1 | 0  | 1  | –1  |

## Selecties

### Huidige selectie
|                             |                      |      |        |                            |
|                             |                      |      |        |                            |
|                             |                      |      |        |                            |
| Nr.                         | Naam                 | Wed. | Dlpnt. | Club                       |
| Doel                        |                      |      |        |                            |
| 1                           | Vanina Correa        | 32   | 0      | CA Rosario Central         |
| 12                          | Gabriela Garton      | 2    | 0      | Sol de Mayo                |
| 23                          | Solana Pereyra       | 1    | 0      | Club Deportivo UAI Urquiza |
| Verdediging                 |                      |      |        |                            |
| 2                           | Agustina Barroso     | 39   | 0      | Madrid Club de Fútbol      |
| 3                           | Eliana Stabile       | 16   | 2      | Boca Juniors               |
| 4                           | Adriana Sachs        | 26   | 0      | Club Deportivo UAI Urquiza |
| 6                           | Aldana Cometti       | 35   | 3      | Sevilla Fútbol Club        |
| 13                          | Virginia Gómez       | 9    | 0      | CA Rosario Central         |
| 18                          | Gabriela Chávez      | 17   | 0      | Club Atlético River Plate  |
| 21                          | Natalie Juncos       | 6    | 0      | Libre                      |
| Middenveld                  |                      |      |        |                            |
| 5                           | Vanesa Santana       | 34   | 0      | EDF Logroño                |
| 8                           | Ruth Bravo           | 21   | 1      | CD Tacon                   |
| 10                          | Estefanía Banini     | 35   | 9      | Levante Unión Deportiva    |
| 14                          | Miriam Mayorga       | 11   | 0      | Club Deportivo UAI Urquiza |
| 16                          | Lorena Benítez       | 5    | 0      | Boca Juniors               |
| 17                          | Mariela Coronel      | 30   | 1      | Granada CF                 |
| 20                          | Dalila Ippolito      | 2    | 0      | Club Atlético River Plate  |
| Aanval                      |                      |      |        |                            |
| 7                           | Yael Oviedo          | 25   | 2      | Rayo Vallecano de Madrid   |
| 9                           | Soledad Jaimes       | 24   | 6      | Olympique Lyon             |
| 11                          | Florencia Bonsegundo | 37   | 11     | Sporting Club de Huelva    |
| 15                          | María Belén Potassa  | 29   | 8      | Club Deportivo UAI Urquiza |
| 19                          | Mariana Larroquette  | 39   | 8      | Club Deportivo UAI Urquiza |
| 22                          | Milagros Menéndez    | 3    | 0      | Club Deportivo UAI Urquiza |
| Bondscoach: Carlos Borrello |                      |      |        |                            |

### Olympische Spelen
| Selectie van Argentinië bij de Olympische Spelen 2008 | Selectie van Argentinië bij de Olympische Spelen 2008 | Selectie van Argentinië bij de Olympische Spelen 2008 | Selectie van Argentinië bij de Olympische Spelen 2008 | Selectie van Argentinië bij de Olympische Spelen 2008 |
| №                                                     | Naam                                                  | Wed.                                                  | Dlpnt.                                                | Club                                                  |
| ----------------------------------------------------- | ----------------------------------------------------- | ----------------------------------------------------- | ----------------------------------------------------- | ----------------------------------------------------- |
| Doel                                                  |                                                       |                                                       |                                                       |                                                       |
| 1                                                     | Guadalupe Calello                                     |                                                       |                                                       | CA River Plate                                        |
| 18                                                    | Vanina Correa                                         |                                                       |                                                       | CA Boca Juniors                                       |
| Verdediging                                           |                                                       |                                                       |                                                       |                                                       |
| 2                                                     | Eva Gonzalez                                          |                                                       |                                                       | CA Boca Juniors                                       |
| 3                                                     | Yesica Arrien                                         |                                                       |                                                       | Estudiantes                                           |
| 6                                                     | Gabriela Chavez                                       |                                                       |                                                       | Independiente                                         |
| 12                                                    | Daiana Cardone                                        |                                                       |                                                       | Independiente                                         |
| Middenveld                                            |                                                       |                                                       |                                                       |                                                       |
| 5                                                     | Marisa Gerez                                          |                                                       |                                                       | CA Boca Juniors                                       |
| 4                                                     | Florencia Mandrile                                    |                                                       |                                                       | San Lorenzo                                           |
| 13                                                    | Maria Quinones                                        |                                                       |                                                       | San Lorenzo                                           |
| 16                                                    | Maria Blanco                                          |                                                       |                                                       | CA River Plate                                        |
| Aanval                                                |                                                       |                                                       |                                                       |                                                       |
| 7                                                     | Ludmila Manicler                                      |                                                       |                                                       | Independiente                                         |
| 8                                                     | Emilia Mendieta                                       |                                                       |                                                       | CA River Plate                                        |
| 9                                                     | Maria Potassa                                         |                                                       |                                                       | San Lorenzo                                           |
| 10                                                    | Mariela Coronel                                       |                                                       |                                                       | Prainsa                                               |
| 11                                                    | Fabiana Vallejos                                      |                                                       |                                                       | CA Boca Juniors                                       |
| 14                                                    | Andrea Ojeda                                          |                                                       |                                                       | CA Boca Juniors                                       |
| 15                                                    | Mercedes Pereyra                                      |                                                       |                                                       | CA River Plate                                        |
| 17                                                    | Analia Almeida                                        |                                                       |                                                       | San Lorenzo                                           |
| Bondscoach: Carlos Borrello                           |                                                       |                                                       |                                                       |                                                       |

### Wereldkampioenschap
| Selectie van Argentinië bij het Wereldkampioenschap 2003 | Selectie van Argentinië bij het Wereldkampioenschap 2003 | Selectie van Argentinië bij het Wereldkampioenschap 2003 | Selectie van Argentinië bij het Wereldkampioenschap 2003 | Selectie van Argentinië bij het Wereldkampioenschap 2003 |
| №                                                        | Naam                                                     | Wed.                                                     | Dlpnt.                                                   | Club                                                     |
| -------------------------------------------------------- | -------------------------------------------------------- | -------------------------------------------------------- | -------------------------------------------------------- | -------------------------------------------------------- |
| Doel                                                     |                                                          |                                                          |                                                          |                                                          |
| 1                                                        | Romina Ferro                                             |                                                          |                                                          | CA River Plate                                           |
| 12                                                       | Vanina Correa                                            |                                                          |                                                          | CA Banfield                                              |
| Verdediging                                              |                                                          |                                                          |                                                          |                                                          |
| 2                                                        | Clarisa Huber                                            |                                                          |                                                          | ongebonden                                               |
| 3                                                        | Mariela Ricotti                                          |                                                          |                                                          | CA Boca Juniors                                          |
| 4                                                        | Andrea Gonsebate                                         |                                                          |                                                          | ongebonden                                               |
| 6                                                        | Noelia Lopez                                             |                                                          |                                                          | ongebonden                                               |
| 9                                                        | Yesica Arrien                                            |                                                          |                                                          | Gimnasia y Esgrima                                       |
| 13                                                       | Nancy Diaz                                               |                                                          |                                                          | CA Boca Juniors                                          |
| 16                                                       | Adela Medina                                             |                                                          |                                                          | ongebonden                                               |
| 17                                                       | Valeria Cotelo                                           |                                                          |                                                          | ongebonden                                               |
| 19                                                       | Sabrina Barbitta                                         |                                                          |                                                          | ongebonden                                               |
| Middenveld                                               |                                                          |                                                          |                                                          |                                                          |
| 5                                                        | Marisa Gerez                                             |                                                          |                                                          | CA Boca Juniors                                          |
| 8                                                        | Natalia Gatti                                            |                                                          |                                                          | ongebonden                                               |
| 10                                                       | Rosana Gomez                                             |                                                          |                                                          | CA Boca Juniors                                          |
| 15                                                       | Yanina Gaitan                                            |                                                          |                                                          | CA Boca Juniors                                          |
| Aanval                                                   |                                                          |                                                          |                                                          |                                                          |
| 7                                                        | Karina Alvariza                                          |                                                          |                                                          | CA Boca Juniors                                          |
| 11                                                       | Marisol Medina                                           |                                                          |                                                          | Independiente                                            |
| 14                                                       | Fabiana Vallejos                                         |                                                          |                                                          | CA River Plate                                           |
| 18                                                       | Mariela Coronel                                          |                                                          |                                                          | Independiente                                            |
| 20                                                       | Maria Villanueva                                         |                                                          |                                                          | CA Boca Juniors                                          |
| Bondscoach: Carlos Borrello                              |                                                          |                                                          |                                                          |                                                          |

| Selectie van Argentinië bij het Wereldkampioenschap 2007 | Selectie van Argentinië bij het Wereldkampioenschap 2007 | Selectie van Argentinië bij het Wereldkampioenschap 2007 | Selectie van Argentinië bij het Wereldkampioenschap 2007 | Selectie van Argentinië bij het Wereldkampioenschap 2007 |
| №                                                        | Naam                                                     | Wed.                                                     | Dlpnt.                                                   | Club                                                     |
| -------------------------------------------------------- | -------------------------------------------------------- | -------------------------------------------------------- | -------------------------------------------------------- | -------------------------------------------------------- |
| Doel                                                     |                                                          |                                                          |                                                          |                                                          |
| 1                                                        | Romina Ferro                                             |                                                          |                                                          | CA River Plate                                           |
| 12                                                       | Vanina Correa                                            |                                                          |                                                          | Renato Cesarini                                          |
| 21                                                       | Elisabeth Minning                                        |                                                          |                                                          | AFA                                                      |
| Verdediging                                              |                                                          |                                                          |                                                          |                                                          |
| 2                                                        | Eva Gonzalez                                             |                                                          |                                                          | CA Boca Juniors                                          |
| 3                                                        | Valeria Cotelo                                           |                                                          |                                                          | CA Boca Juniors                                          |
| 4                                                        | Gabriela Chavez                                          |                                                          |                                                          | Independiente                                            |
| 5                                                        | Carmen Brusca                                            |                                                          |                                                          | CA Boca Juniors                                          |
| 6                                                        | Sabrina Barbitta                                         |                                                          |                                                          | CA Boca Juniors                                          |
| 8                                                        | Clarisa Huber                                            |                                                          |                                                          | CA Boca Juniors                                          |
| 14                                                       | Catalina Perez                                           |                                                          |                                                          | CA River Plate                                           |
| Middenveld                                               |                                                          |                                                          |                                                          |                                                          |
| 9                                                        | Natalia Gatti                                            |                                                          |                                                          | CA Boca Juniors                                          |
| 11                                                       | Rosana Gomez                                             |                                                          |                                                          | CA Boca Juniors                                          |
| 13                                                       | Maria Quinones                                           |                                                          |                                                          | San Lorenzo                                              |
| 15                                                       | Florencia Mandrile                                       |                                                          |                                                          | San Lorenzo                                              |
| Aanval                                                   |                                                          |                                                          |                                                          |                                                          |
| 7                                                        | Ludmila Manicler                                         |                                                          |                                                          | Independiente                                            |
| 10                                                       | Mariela Coronel                                          |                                                          |                                                          | San Lorenzo                                              |
| 16                                                       | Andrea Ojeda                                             |                                                          |                                                          | CA Boca Juniors                                          |
| 17                                                       | Fabiana Vallejos                                         |                                                          |                                                          | CA Boca Juniors                                          |
| 18                                                       | Maria Potassa                                            |                                                          |                                                          | AFA                                                      |
| 19                                                       | Analia Almeida                                           |                                                          |                                                          | San Lorenzo                                              |
| 20                                                       | Mercedes Pereyra                                         |                                                          |                                                          | CA River Plate                                           |
| Bondscoach: Carlos Borrello                              |                                                          |                                                          |                                                          |                                                          |

| Selectie van Argentinië bij het Wereldkampioenschap 2019 | Selectie van Argentinië bij het Wereldkampioenschap 2019 | Selectie van Argentinië bij het Wereldkampioenschap 2019 | Selectie van Argentinië bij het Wereldkampioenschap 2019 | Selectie van Argentinië bij het Wereldkampioenschap 2019 |
| №                                                        | Naam                                                     | Wed.                                                     | Dlpnt.                                                   | Club                                                     |
| -------------------------------------------------------- | -------------------------------------------------------- | -------------------------------------------------------- | -------------------------------------------------------- | -------------------------------------------------------- |
| Doel                                                     |                                                          |                                                          |                                                          |                                                          |
| 1                                                        | Vanina Correa                                            | 3                                                        | −4                                                       | CA Rosario Central                                       |
| 12                                                       | Gabriela Garton                                          | 0                                                        | 0                                                        | Sol de Mayo                                              |
| 23                                                       | Solana Pereyra                                           | 0                                                        | 0                                                        | Club Deportivo UAI Urquiza                               |
| Verdediging                                              |                                                          |                                                          |                                                          |                                                          |
| 2                                                        | Agustina Barroso                                         | 3                                                        | 0                                                        | Madrid Club de Fútbol                                    |
| 3                                                        | Eliana Stabile                                           | 3                                                        | 0                                                        | Boca Juniors                                             |
| 4                                                        | Adriana Sachs                                            | 1                                                        | 0                                                        | Club Deportivo UAI Urquiza                               |
| 6                                                        | Aldana Cometti                                           | 3                                                        | 0                                                        | Sevilla Fútbol Club                                      |
| 13                                                       | Virginia Gómez                                           | 1                                                        | 0                                                        | CA Rosario Central                                       |
| 18                                                       | Gabriela Chávez                                          | 0                                                        | 0                                                        | Club Atlético River Plate                                |
| 21                                                       | Natalie Juncos                                           | 0                                                        | 0                                                        | Libre                                                    |
| Middenveld                                               |                                                          |                                                          |                                                          |                                                          |
| 5                                                        | Vanesa Santana                                           | 3                                                        | 0                                                        | EDF Logroño                                              |
| 8                                                        | Ruth Bravo                                               | 3                                                        | 0                                                        | CD Tacon                                                 |
| 10                                                       | Estefanía Banini                                         | 3                                                        | 0                                                        | Levante Unión Deportiva                                  |
| 14                                                       | Miriam Mayorga                                           | 3                                                        | 0                                                        | Club Deportivo UAI Urquiza                               |
| 16                                                       | Lorena Benítez                                           | 3                                                        | 0                                                        | Boca Juniors                                             |
| 17                                                       | Mariela Coronel                                          | 1                                                        | 0                                                        | Granada CF                                               |
| 20                                                       | Dalila Ippolito                                          | 1                                                        | 0                                                        | Club Atlético River Plate                                |
| Aanval                                                   |                                                          |                                                          |                                                          |                                                          |
| 7                                                        | Yael Oviedo                                              | 1                                                        | 0                                                        | Rayo Vallecano de Madrid                                 |
| 9                                                        | Soledad Jaimes                                           | 3                                                        | 0                                                        | Olympique Lyon                                           |
| 11                                                       | Florencia Bonsegundo                                     | 3                                                        | 1                                                        | Sporting Club de Huelva                                  |
| 15                                                       | María Belén Potassa                                      | 0                                                        | 0                                                        | Club Deportivo UAI Urquiza                               |
| 19                                                       | Mariana Larroquette                                      | 3                                                        | 0                                                        | Club Deportivo UAI Urquiza                               |
| 22                                                       | Milagros Menéndez                                        | 1                                                        | 1                                                        | Club Deportivo UAI Urquiza                               |
| Bondscoach: Carlos Borrello                              |                                                          |                                                          |                                                          |                                                          |